# Kościół św. Tomasza Apostoła w Rybotyczach
Kościół świętego Tomasza Apostoła – rzymskokatolicki kościół parafialny należący do dekanatu Kalwaria Pacławska archidiecezji przemyskiej.
Jest to świątynia wzniesiona w 1868 roku dzięki rodzinie Truszkowskich. Do jej budowy zostały użyte kamienie pochodzące z rozbiórki zamku. Prace były prowadzone przez miejscowych majstrów: murarka została wykonana przez Radwańskich, stolarka i ciesiołka przez Mielniczków. W 1885 roku do kościoła z Wiednia zostały sprowadzone organy. Polichromia i obrazy zostały wykonane przez Jana Bogdańskiego i Piotra Mielniczka w latach 1894–1895.